# Wefensleben
Wefensleben est une commune allemande de l'arrondissement de la Börde, Land de Saxe-Anhalt.

## Géographie
Wefensleben se situe sur l'Aller, contre la Lappwald.
La commune comprend le quartier de Belsdorf qui est symbolisé dans le blason de la commune par le colombier de la ferme Tangermann.
|             | Ingersleben |           |
| Sommersdorf | Wefensleben |           |
|             | Völpke      | Ummendorf |

Wefensleben se trouve sur la ligne de Brunswick à Magdebourg.

## Histoire
Wefensleben est mentionné pour la première fois en 1160 dans un répertoire des biens de l'abbaye Saint-Ludger de Helmstedt.
Dans les années 1970, des bâtiments préfabriqués sont érigés et Wefensleben devient un lieu de résidence du personnel de Checkpoint Alpha.

## Personnalités liées à la commune
- Andreas Friedrich Trenckmann (1809-1883), agriculteur aux Etats-Unis.